# Rachcin

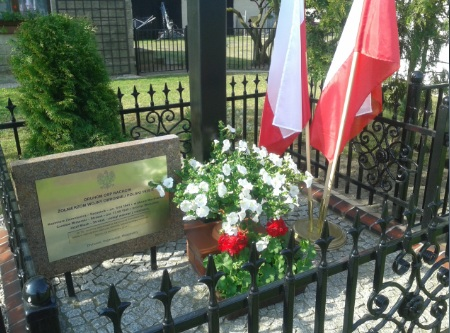
Tablica pod krzyżem upamiętnia Kazimierza Ziemniewicza i pozostałych Druhów OSP Rachcin Żołnierzy Wojny Obronnej Polski 1939 r. Miejsce pamięci powstało w pobliżu placu po remizie, której budową kierował Ziemniewicz (zmarł w obozie śmierci Mauthausen).

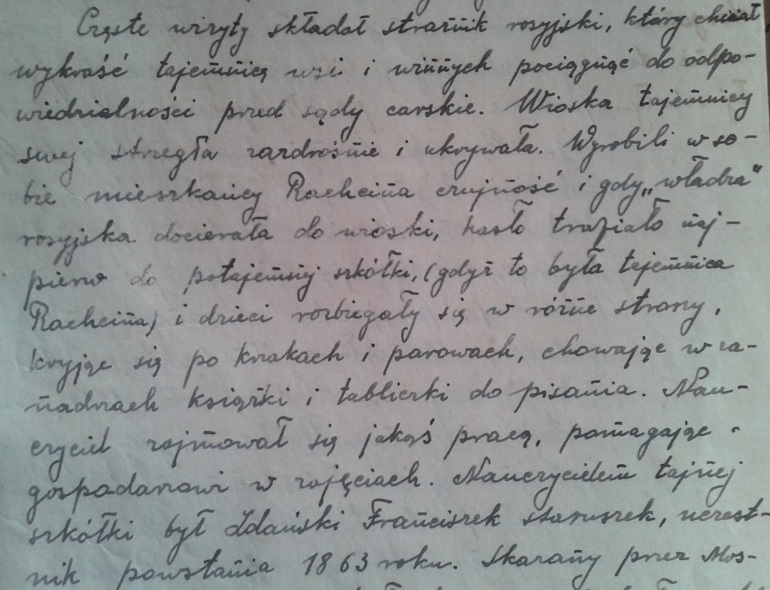
Zapis szkolnej kroniki z 1938 r. traktujący o tajnej szkółce języka polskiego w Rachcinie pod zaborem rosyjskim.

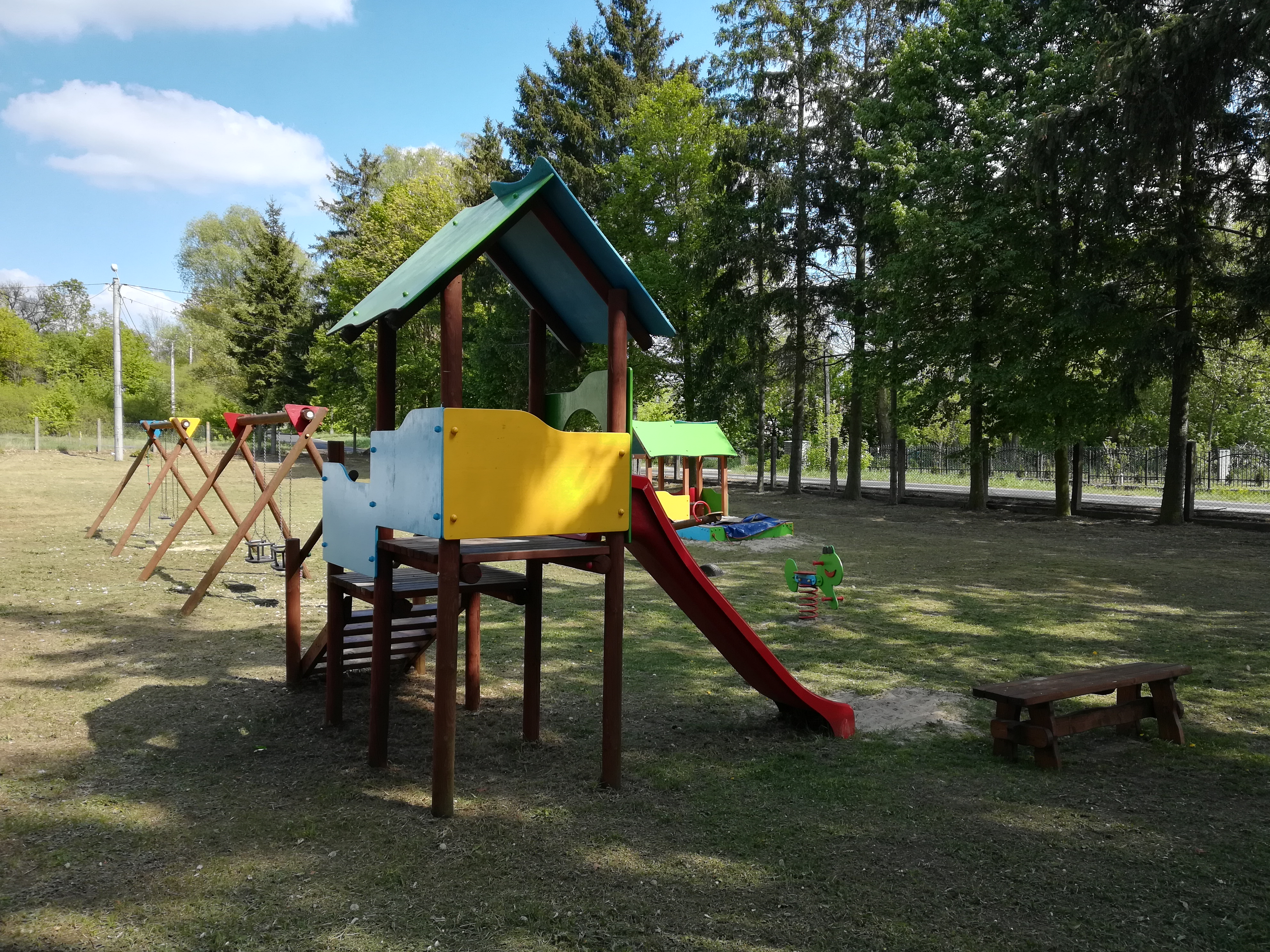
Plac zabaw przy Małym Przedszkolu w Rachcinie – przed przeniesieniem do obecnej lokalizacji (fot. archiwalna).

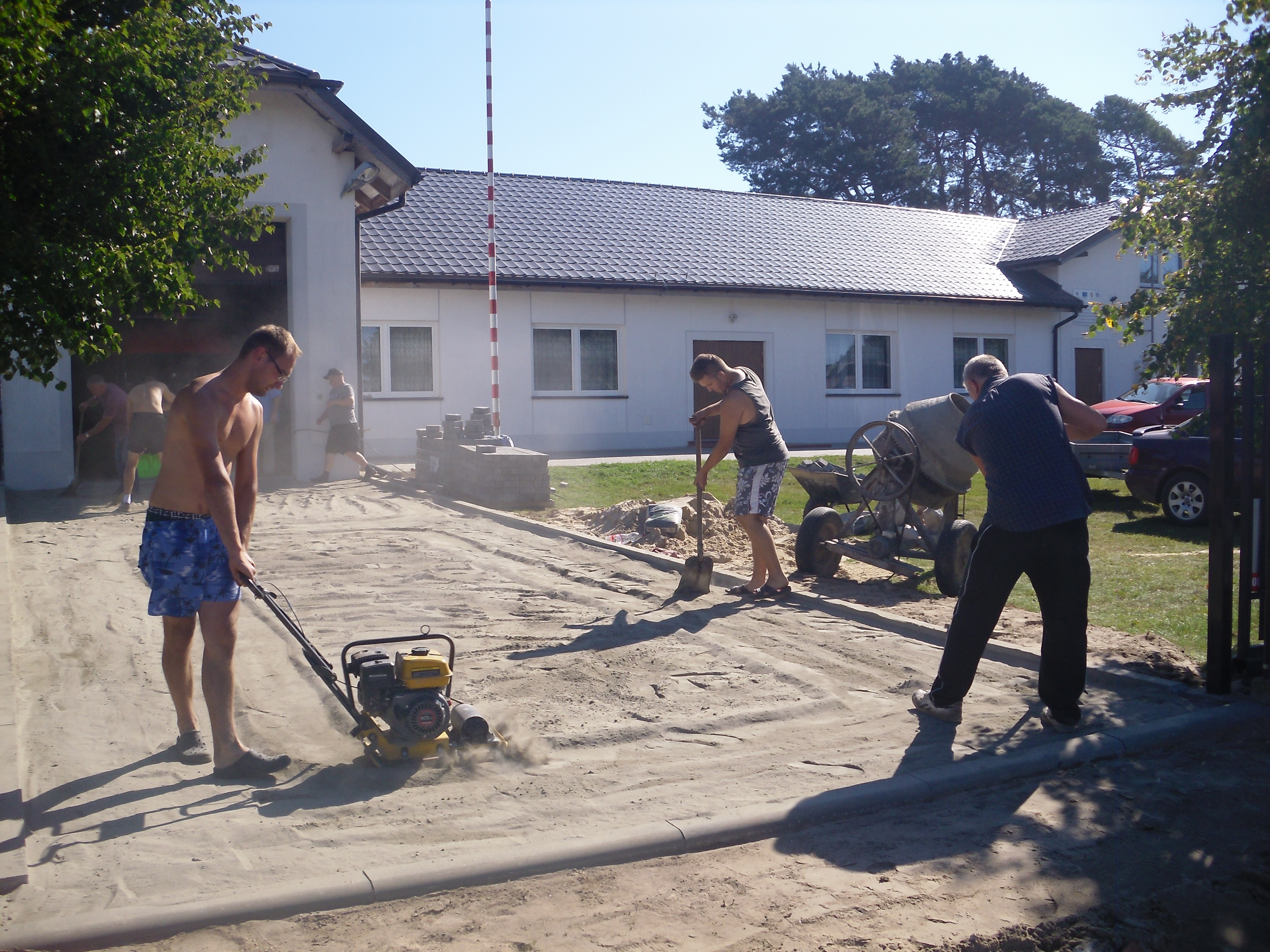
Strażacka praca społeczna w Rachcinie – brukowanie wjazdu do garażu OSP, sierpień 2016.

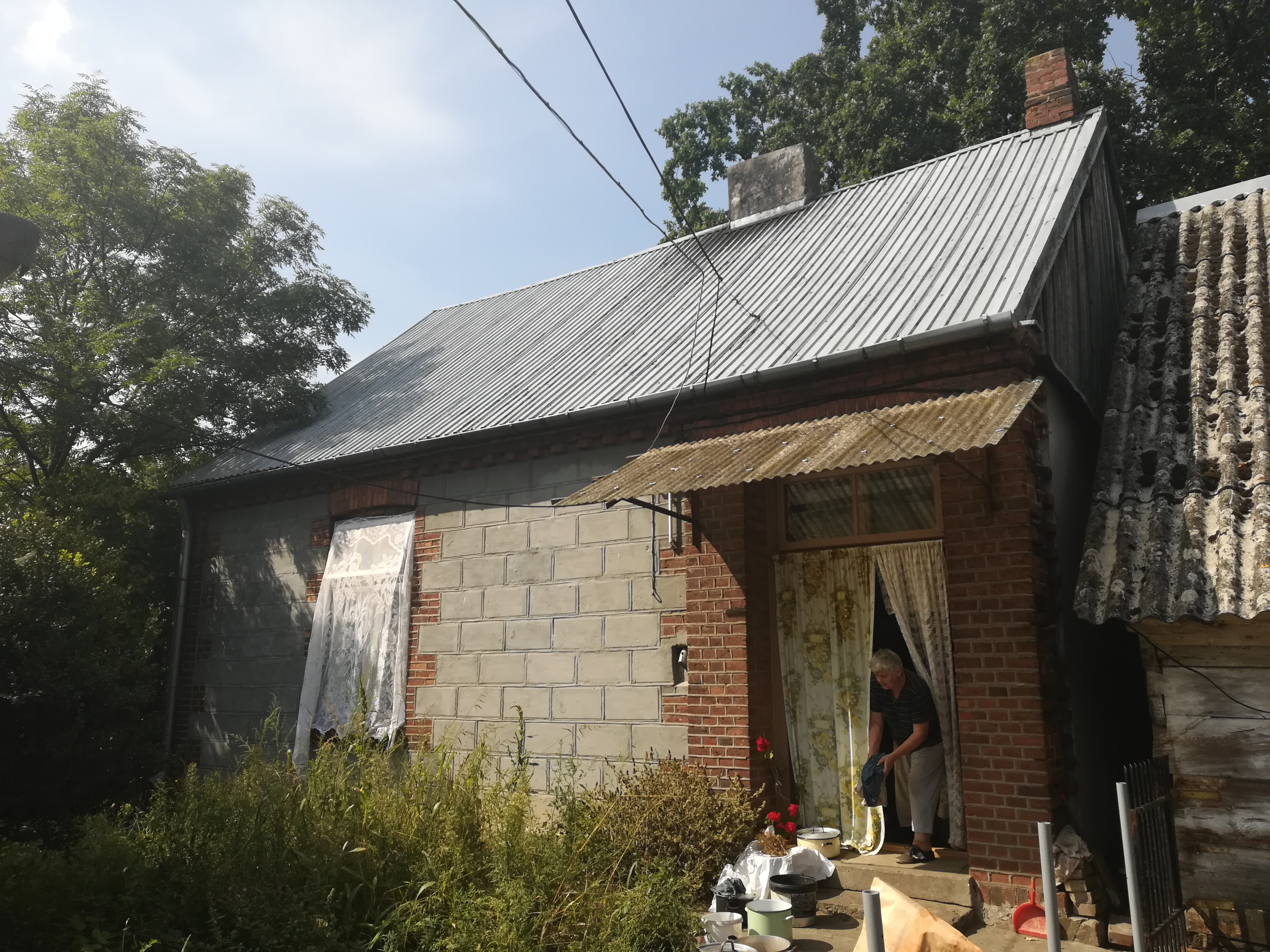
Zabytkowy budynek byłej Szkoły Powszechnej w Rachcinie z 1926 r.

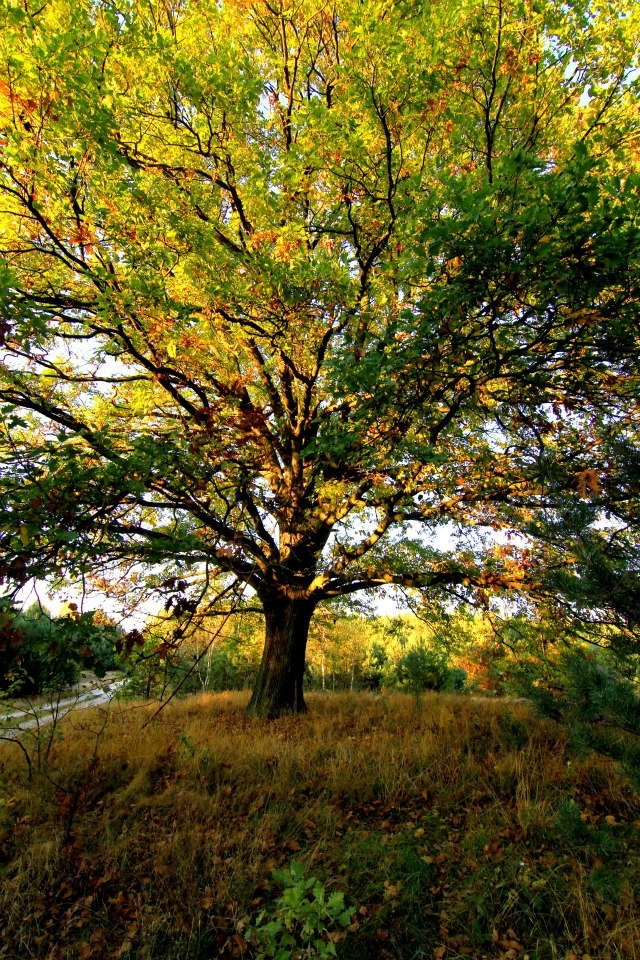
Korona stuletniego dębu w pobliżu terenu zabudowanego wsi Rachcin, przy drodze wiodącej do wsi Stary Witoszyn.

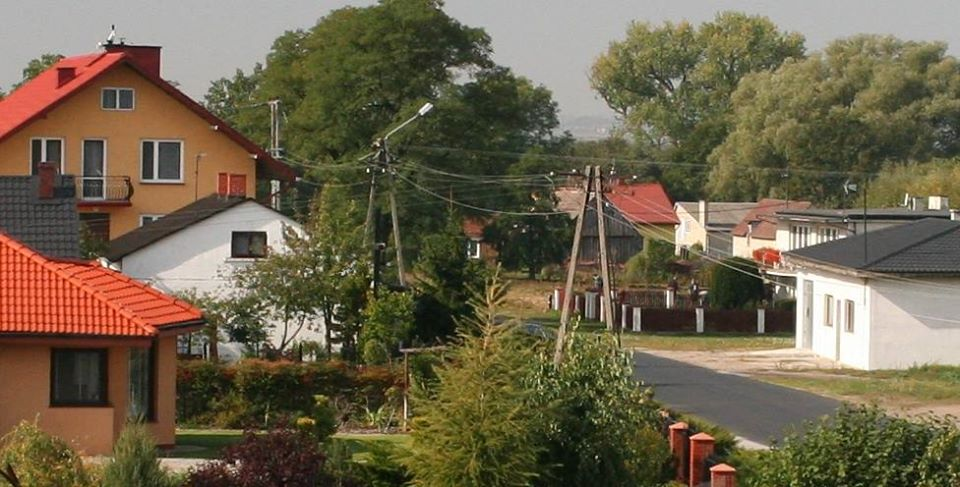
Rachcin panorama wsi

Rachcin – wieś w Polsce, położona w województwie kujawsko-pomorskim, w powiecie lipnowskim, w gminie Bobrowniki, 10 km na północny zachód od centrum Włocławka, 16 km od Lipna, 9 km od Bobrownik, 7 km od Fabianek.
Wieś (obręb ewidencyjny) Rachcin graniczy z obrębami ewidencyjnymi Stary Bógpomóż, Polichnowo, Brzustowa (w tym wieś Stara Rzeczna w sołectwie Brzustowa), Lisek, Łochocin, Cyprianka, Wilczeniec Fabiański, Stary Witoszyn, Winduga.
Sołectwo Rachcin obejmuje dwie wsie: Rachcin i Windugę. Przez Windugę sołectwo Rachcin graniczy z wsiami Nowy Witoszyn i Łęg oraz posiada dostęp do Wisły.

## Integralne części wsi
| SIMC    | Nazwa             | Rodzaj    |
| ------- | ----------------- | --------- |
| 0858585 | Okrągła           | część wsi |
| 0858591 | Parcele Łochockie | część wsi |
| 0858600 | Rachcinek         | część wsi |

## Przyroda
Wieś Rachcin obejmuje powierzchnię 15 km², z czego aż 11 km² stanowią lasy – w większości należące do Lasów Państwowych. Na gruntach między budynkiem punktu przedszkolnego i przystankiem autobusowym (przy fragmencie drogi Rachcin-Cyprianka zwanym „Olenderką”) znajdują się pokłady rudy darniowej.

## Układ osadniczy wsi
Wieś Rachcin – w swej najstarszej części – charakteryzuje się "starym kręgiem zabudowy", u którego "podnóża" posadowione są obiekty użyteczności publicznej – remiza i przedszkole.
Według wykazu urzędowych nazw miejscowości i ich części wieś Rachcin składa się z następujących części (w nawiasie numery – identyfikatory miejscowości z krajowego rejestru urzędowego podziału terytorialnego kraju TERYT) i liczba mieszkańców (dane USC Bobrowniki z 30.06.2017 r.):
- Rachcin – wieś (0858579) – 162 mieszk.,
- Parcele Łochockie – część wsi Rachcin (0858591) – 65 mieszk.
- Rachcinek – część wsi Rachcin (0858600) – 72 mieszk.,
- Okrągła – część wsi Rachcin (0858585) – 47 mieszk.

## Historia
Najstarsze ślady osadnictwa w Rachcinie, 3 fragmenty naczyń, znaleziono przy wschodniej części doliny zwanej miejscowo „parową”. Znajdował się tam punkt osadniczy – Kultura łużycka. Bliższa chronologia HaC – Okres halsztacki.
Najstarsze pewne zapisy o wsi Rachcin pochodzą z pierwszej połowy XIII wieku. Rachcin był wtedy jedną z włości komesa Boguszy. Po 1230 r. Bogusza wraz z księciem Konradem I mazowieckim zaczęli tworzenie klasztoru cystersów w Szpetalu. Bogusza darował temu klasztorowi 11 swoich posiadłości, w tym Rachcin.
Dokumentem poświadczającym nadanie komesa jest bulla papieża Innocentego IV z 22 czerwca 1244 r., która wymienia villa Raccino pośród posiadłości zniszczonego przez pogańskich Prusów opactwa cystersów w Szpetalu
Rachcin jest najstarszą osadą na terenie gminy Bobrowniki – starszą od gminnych Bobrownik, wzmiankowanych pod datą 1321. Według stanu z 1321 r. należąca do parafii szpetalskiej wieś podzielona była na dwie części: Radczyno/Rachczyno Jakubowe i Klasztorne.
W 1492 r. Szymon z Rachcina ("de Rachczino") był dobrzyńskim sędzią grodzkim.
W 1564 r. Rachcin miał 2,5 łana gruntu i należał do Macieja Nasięgniewskiego.

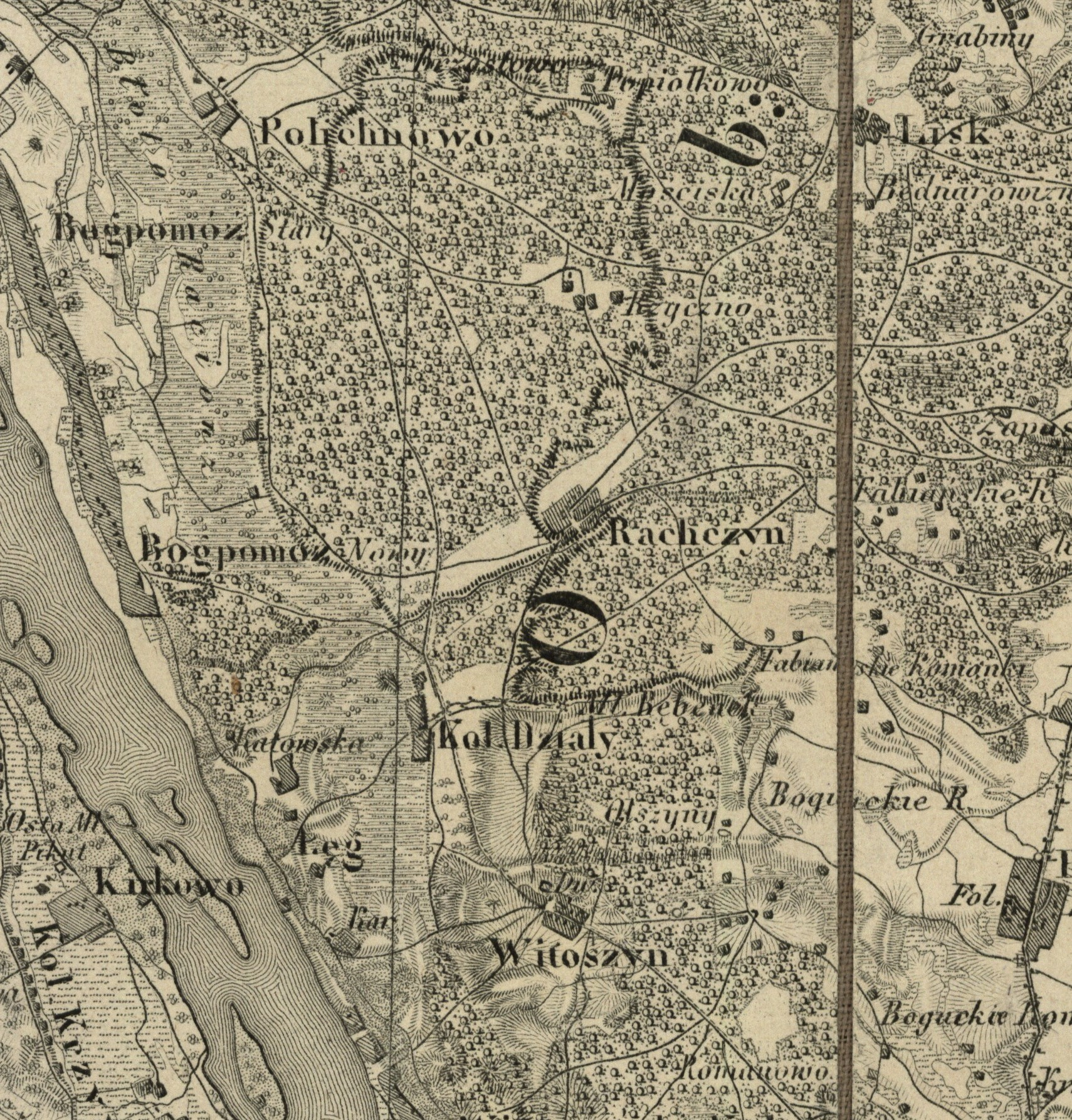

W 2 poł. XIX w. do Rachcina zostali sprowadzeni uciekinierzy polityczni z Wielkopolski, którzy zbudowali zagrody na nowych siedliskach. Do nich należy zagroda, w której do dziś zachował się jedyny budynek zbudowany przez uciekinierów, tj. „Dom Uciekiniera”.
Po powstaniu styczniowym (1863–1864) prowadzono w Rachcinie tajne nauczanie, o którym wspomina kronika szkolna z 1938 roku: kiedy do wioski docierała władza rosyjska hasło trafiało najpierw do tajnej szkółki (...). Dzieci rozbiegały się po krzakach i parowach kryjąc drewniane tabliczki do pisania. Nauczyciel zajmował się jakąś pracą.

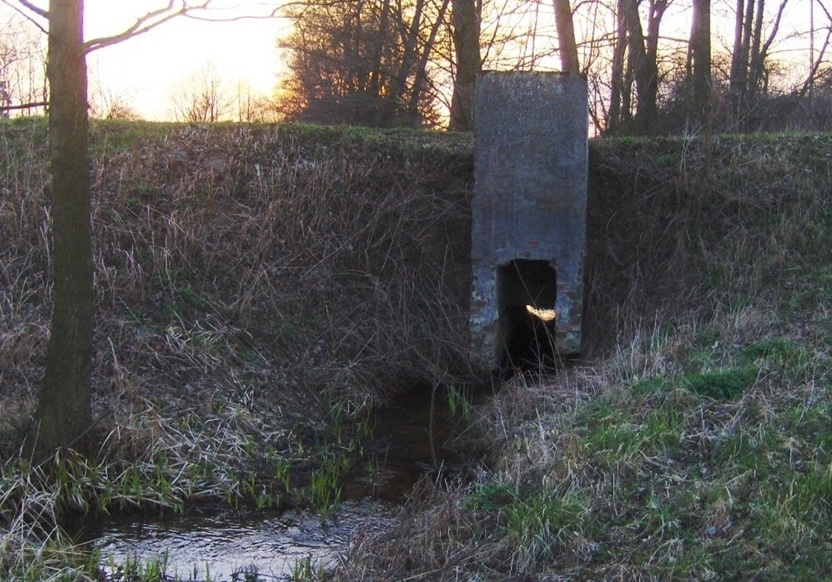
Mnich z 1930 r. do regulowania przepływu wody – pozostałość po nieistniejących już stawach między obecnym przedszkolem, a starym pierścieniem zabudowy wsi.

Podczas II wojny światowej ta położona na uboczu wieś nie była miejscem walk. Jednak w szeregach Wojska Polskiego we wrześniu 1939 r. walczyli również mieszkańcy Rachcina i tutejsi strażacy, spośród których trzech nie przeżyło II wojny światowej i okupacji.
W 2015 r. druhowie OSP Rachcin otrzymali Nagrodę Marszałka Województwa kujawsko-pomorskiego na najlepsze inicjatywy społeczne realizowane przez organizacje pozarządowe za "Upamiętnienie Druhów OSP Rachcin Żołnierzy Polskich Wojny Obronnej 1939 r. ".
W latach 1975–1998 miejscowość administracyjnie należała do województwa włocławskiego.

## Zabytki i miejsce pamięci narodowej
W miejscowości znajdują się następujące zabytki:
- Szkoła powszechna – murowany budynek z 1926 r. objęty ścisłą ochroną konserwatorską,
- Dom Uciekiniera – drewniany dom zbudowany w 1865 r. przez uciekiniera politycznego z Wielkopolski,
- Zespół dworski: dwór (ok. 1920 r., przebudowany w latach 70. XX w.) i park (pocz.XX w.) – pozostałość majątku Okrągła. Wpisany do Rejestru Zabytków pod numerem 325/A z 5.11.1993,
- Krzyż Druhów – Żołnierzy Polskich 1939 r.: krzyż z żelaza postawiony w miejscu wcześniejszych w formie sprzed 1939 r. z tablicą zawierającą napis: „DRUHOM OSP RACHCIN / ŻOŁNIERZOM WOJNY OBRONNEJ POLSKI 1939 R. / Kazimierz Ziemniewicz – Naczelnik – zm. 9.03.1941 r. w obozie Mauthausen / Czesław Misterski – Strażak – zm. 17.09.1939 r. broniąc Warszawy / Józef Mizak – Strażak – poległ walcząc z najeźdźcą / W 75. rocznicę aresztowania Kazimierza Ziemniewicza / kładą w sąsiedztwie placu po remizie, której budową kierował / Rachcin, 18 października 2014 r. / Druhowie, Organizacje, Mieszkańcy”[18].

## Organizacje społeczne i instytucje

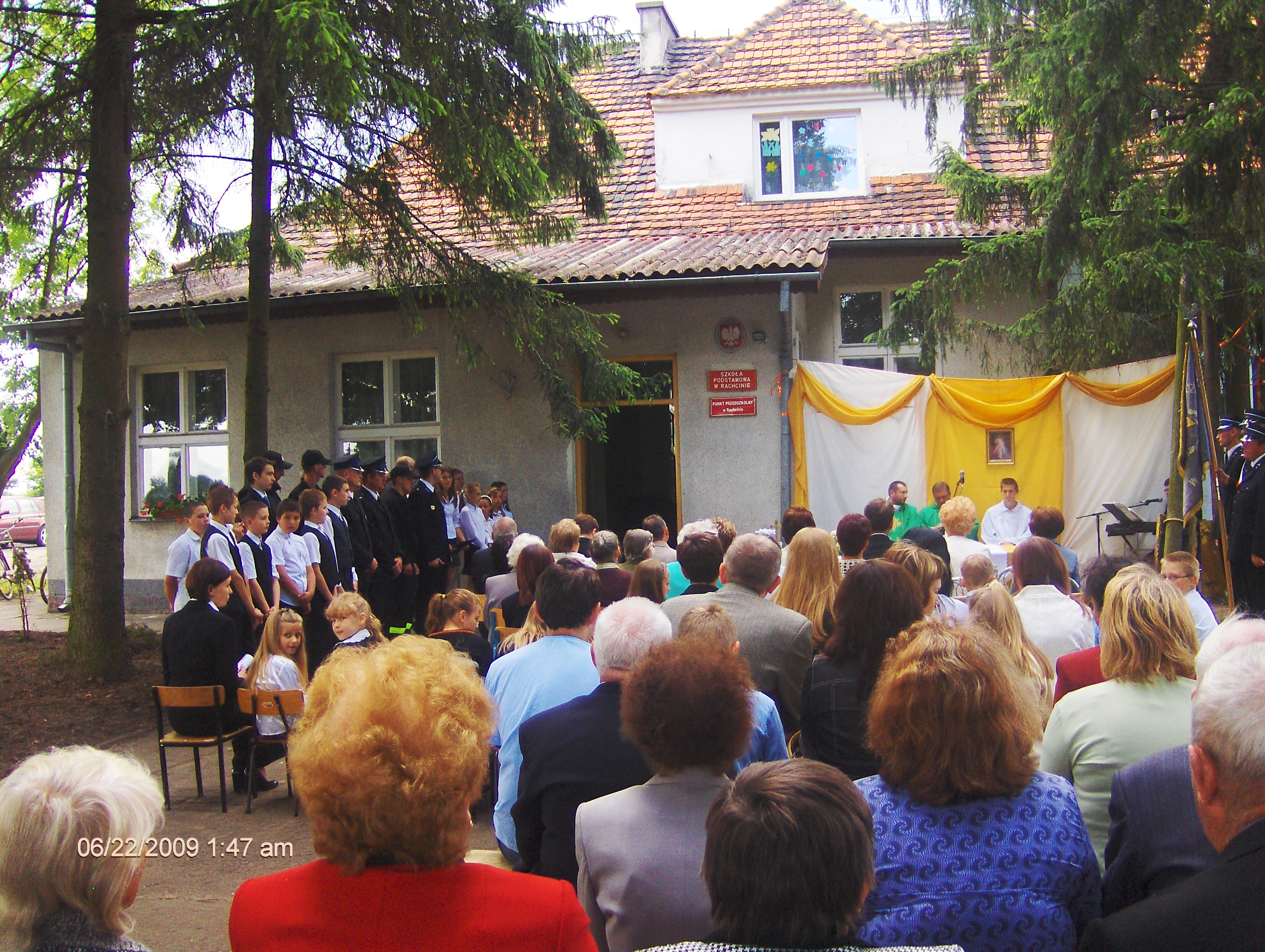
Budynek Przedszkola w Rachcinie, pełniący, od lat 60. XX wieku do 2017 roku, również funkcję szkoły podstawowej.

- Stowarzyszenie Rozwoju Sołectwa Rachcin (założona w 2007 r.) – pierwsza organizacja pozarządowa w powiecie lipnowskim, która 11 grudnia 2008 r. otrzymała nagrodę Marszałka Województwa Kujawsko-Pomorskiego w konkursie „Rodzynki z pozarządówki” na najlepsze inicjatywy realizowane przez organizacje pozarządowe[19]. Największymi sukcesami małej szkółki były bardzo dobre wyniki egzaminów szóstoklasisty, zawsze w pierwszej dziesiątce wszystkich 31 szkół podstawowych w powiecie lipnowskim[20]. Obecnie jedyną placówką oświaty i wychowania prowadzoną przez Stowarzyszenie jest Przedszkole. Rachcin to pierwsza wieś w powiecie lipnowskim, w której mieszkańcy powołali własne placówki oświatowe, tworząc stowarzyszenie[21].

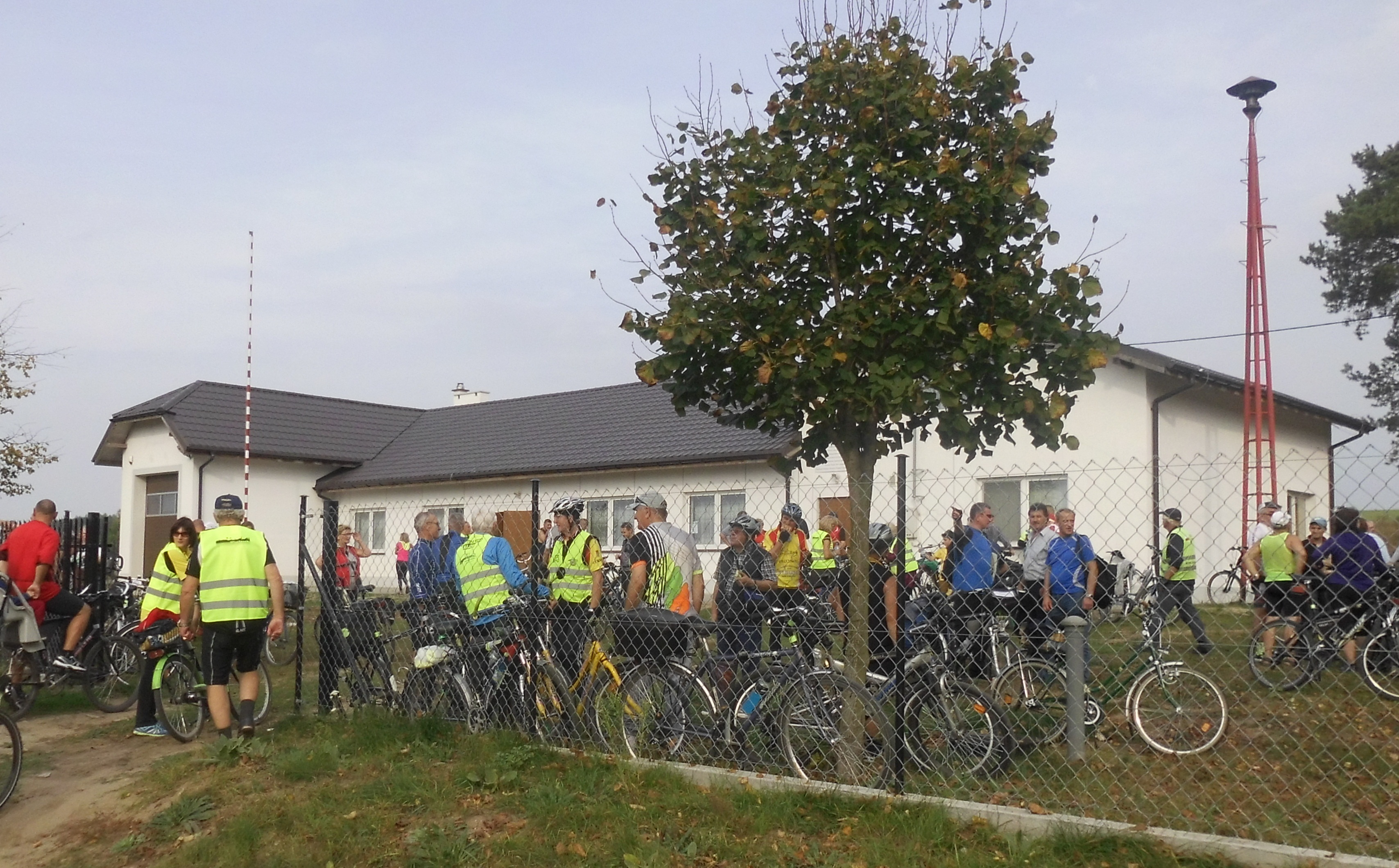
Budynek Remizy, w której OSP Rachcin prowadzi ogólnodostępną świetlicę

- Ochotnicza Straż Pożarna w Rachcinie – jest pierwszą jednostką ochrony przeciwpożarowej w powiecie lipnowskim, która samodzielnie pozyskiwała środki unijne na wyposażenie ogólnodostępnej świetlicy – dziś miejsca integracji społeczności lokalnej[22]. Stała się powiatowym liderem OSP w pozyskiwaniu funduszy z Programu Operacyjnego Kapitał Ludzki i Programu Rozwoju Obszarów Wiejskich[23].
- Koło Kobiet Rachcin / KGW Rachcin – organizacja społeczna, która w 2021 r. zajęła I miejsce w półfinale ogólnopolskiego festiwalu smaku "Polska od kuchni" za potrawę "terrina z kaczki"[24]. W 2017 r. wieniec Koła Kobiet z Rachcina zajął II miejsce w konkursie wieńców tradycyjnych dożynek powiatowych[25]. Podczas Festiwalu smaku zorganizowanego w Lipnie latem 2018 r. przez Team Roberta Sowy znanego z ogólnopolskiego programu TVN 24. Koło Kobiet Rachcin zajęło III miejsce w kategorii „Danie główne” za „uda z gęsi faszerowane gruszką i brzoskwinią”[26]. Jesienią 2018 r. Koło Kobiet Rachcin zdobyło pierwsze miejsce w konkursie kulinarnym – kategoria "danie główne" oraz trzecie w kategorii "napoje" w Festiwalu Smaku Kujaw i Ziemi Dobrzyńskiej w Łochocinie[27]. W 2019 r. Koło Kobiet Rachcin zajęło II miejsce zdobywając "Srebrny Talerzyk Nowego Centrum Lipno" i czek o wartości 1000 zł za potrawę "Terrina z kaczki"[28].